# Ilijan Angelov
Ilijan Dimitrov Angelov (bulharsky Илиян Димитров Ангелов) (22. února 1953 – srpen 2015) byl bulharský rohovník/boxer.

## Sportovní kariéra
Připravoval se v Plevenu. V bulharské seniorské reprezentaci se pohyboval v období 1975–1984. V roce 1976 startoval na olympijských hrách v Montréalu a vypadl ve druhém kole se Sovětem Rufatem Risqievem. V roce 1980 se do bulharského olympijského týmu nevešel na úkor Kostadina Foleva. V roce 1984 ho o účast na olympijských hrách v Los Angeles připravil bojkot. Po skončení sportovní kariéry se věnoval trenérské práci. K jeho nejznámějším žákům patřil Detelin Dalakliev. Zemřel v roce 2015.

## Výsledky
| Turnaj             | 1975         | 1976         | 1977         | 1978         | 1979         | 1980         | 1981         | 1982         | 1983         |
| Turnaj             | 22           | 23           | 24           | 25           | 26           | 27           | 28           | 29           | 30           |
| Turnaj             | střední váha | střední váha | střední váha | střední váha | střední váha | střední váha | střední váha | střední váha | střední váha |
| ------------------ | ------------ | ------------ | ------------ | ------------ | ------------ | ------------ | ------------ | ------------ | ------------ |
| Olympijské hry     |              | úč.          |              |              |              | —            |              |              |              |
| Mistrovství světa  |              |              |              | 3.           |              |              |              | —            |              |
| Mistrovství Evropy | úč.          |              | 3.           |              | —            |              | úč.          |              | úč.          |